# 塞博斯多夫
塞博斯多夫是奥地利施蒂利亚州哈特贝格县的一个市镇。总面积16.12平方公里，总人口1380人，人口密度85.6人/平方公里（2005年）。